# Gibraltar United Football Club
Maillots
Le Gibraltar United Football Club est un club de football basé à Gibraltar. Fondé en 1943, au milieu de la Seconde Guerre mondiale, il évolue en première division gibraltarienne. En 2011, le club fusionne avec le Lions FC et devient le Lions Gibraltar Football Club. En 2014, le club annonce sa reformation en tant que club indépendant et intègre la deuxième division gibraltarienne. Il remporte le titre de champion de deuxième division lors de la saison 2014-2015.

## Histoire
Le club est fondé le 17 juin 1943 par des militaires gibraltariens restés sur le rocher durant la Seconde Guerre mondiale, la population civile étant évacuée, la fédération gibraltarienne est mise en retrait durant les années de guerre. Le club représenta les Gilbraltariens et joua contre les régiments de l'armée du Royaume-Uni basés à Gibraltar. Son premier président est Aurelio Danino, grand fan du Bétis Séville, expliquant la ressemblance au niveau du logotype.
Le palmarès du club se remplit particulièrement de la fin des années 1940 jusqu'au milieu des années 1960 avec pas moins de neuf titres de champion de Gibraltar ainsi que sept coupe de Gibraltar. Le club devient en 1959 la première équipe à remporter un triplé national Championnat-Coupe-Coupe de la Ligue.
Le club renoue avec le succès entre 1998 et 2002, remportant alors toutes les compétitions du football gibraltarien en finissant vainqueur de deuxième division et gagnant la Coupe de deuxième division ainsi que la Coupe de Gibraltar lors de la saison 1998-1999, puis la Supercoupe de Gibraltar l'année suivante, la Coupe de la Ligue en 2000-2001, et enfin la première division en 2001-2002. Après ce dernier titre de champion, le club rencontre plusieurs difficultés et doit fusionner avec le Lions FC en 2011, formant le Lions Gibraltar.
En 2014, le club retrouve son indépendance et prend part à la deuxième division 2014-2015. Après une saison très serrée avec Angels FC et Europa FC, le club remporte le titre de champion et la promotion en première division. Le club termine à la huitième place du championnat lors de la saison 2015-2016 puis à la septième place la saison suivante. Il se retire de la compétition peu avant le début de la saison 2019-2020.

## Bilan sportif

### Palmarès
- Championnat de Gibraltar (10)
  - Vainqueur : 1947, 1948, 1949, 1950, 1951, 1954, 1959, 1961, 1965 et 2002.

- Championnat de Gibraltar de D2 (2)
  - Vainqueur : 1999 et 2015.

- Coupe de Gibraltar (10)
  - Vainqueur : 1947, 1954, 1959, 1963, 1964, 1965, 1966, 1999, 2000 et 2001.

- Coupe de la Ligue de Gibraltar (3)
  - Vainqueur : 1959, 1972 et 2001.

- Coupe de deuxième division (1)
  - Vainqueur : 1999.

- Supercoupe de Gibraltar (1)
  - Vainqueur : 2000.
  - Finaliste : 2001, 2002 et 2009.

### Bilan par saison
| Saison    | Championnat     | Championnat     | Championnat     | Championnat     | Championnat     | Championnat     | Championnat     | Championnat     | Championnat     | Championnat     | Coupe de Gibraltar |
| Saison    | Division        | Pos             | Pts             | J               | V               | N               | D               | BP              | BC              | Diff            | Coupe de Gibraltar |
| --------- | --------------- | --------------- | --------------- | --------------- | --------------- | --------------- | --------------- | --------------- | --------------- | --------------- | ------------------ |
| 2007-2008 | 1re             | 2e              | 22              | 16              | 5               | 7               | 4               | 23              | 21              | +2              | Quarts de finale   |
| 2008-2009 | 1re             | 6e              | 8               | 12              | 2               | 2               | 8               | 13              | 28              | -15             | Deuxième tour      |
| 2009-2010 | 1re             | 3e              | 27              | 18              | 8               | 3               | 7               | 20              | 32              | -12             | Finaliste          |
| 2010-2011 | 1re             | 4e              | 23              | 20              | 7               | 2               | 11              | 31              | 40              | -9              | Quarts de finale   |
| 2011-2014 | Lions Gibraltar | Lions Gibraltar | Lions Gibraltar | Lions Gibraltar | Lions Gibraltar | Lions Gibraltar | Lions Gibraltar | Lions Gibraltar | Lions Gibraltar | Lions Gibraltar | Lions Gibraltar    |
| 2014-2015 | 2e              | 1re             | 66              | 26              | 21              | 3               | 2               | 99              | 15              | +84             | Deuxième tour      |
| 2015-2016 | 1re             | 8e              | 29              | 27              | 9               | 2               | 16              | 28              | 57              | -29             | Quarts de finale   |
| 2016-2017 | 1re             | 7e              | 21              | 27              | 4               | 9               | 14              | 20              | 43              | -23             | Deuxième tour      |
| 2017-2018 | 1re             | 4e              | 53              | 27              | 16              | 5               | 6               | 45              | 27              | +18             | Demi-finales       |
| 2018-2019 | 1re             | 6e              | 39              | 27              | 11              | 6               | 10              | 48              | 37              | +11             | Finaliste          |

## Logo

1943
Depuis 2014